# La Fonte des neiges
La Fonte des neiges ist ein französischer Kurzfilm des damals 37-jährigen Regisseurs Jean-Julien Chervier aus dem Jahr 2008. Für die deutsche Fernsehfassung bekam der Film den Titel Schneeschmelze. Der Streifen ist auf mehreren internationalen Filmfestivals gezeigt worden.

## Handlung
Der zwölfjährige, schüchterne Leo kommt im Spätsommer mit seiner Mutter auf einen FKK-Campingplatz im Département Landes, wo er die gleichaltrige Antoinette kennenlernt. Mit ihrer Hilfe verliert er seine Scheu und entdeckt seine erste Liebe, während die Mutter offensichtlich alte Bekannte wiedertrifft, nachdem sie 20 Jahre nicht dort gewesen ist.